# Selbitz (Fluss)
Die Selbitz ist ein etwa 37 km langer, orografisch linker Nebenfluss der Saale im östlichen Frankenwald in den beiden Freistaaten Bayern und Thüringen. Sie gilt als Gewässer dritter Ordnung.

## Name
Der Fluss wurde 1414 („an der Selwicz“) erstmals schriftlich erwähnt.
Die Herkunft des Namens Selbitz ist nicht geklärt, er ist aber wahrscheinlich slawischen Ursprungs, abgeleitet möglicherweise von Zilovica (Wurzel: žila oder žyla, vgl. sorbisch žiła) ab und würde demnach so viel wie Ader bedeuten. Möglich erscheint aber auch die Herleitung von Zelvica (Wurzel želwja oder želva), was Schildkröte bedeutet. Als Appellativum kommt dies bei westslawischen Orts- und Flurnamen vor.

## Geographie

### Verlauf
Die Selbitz entspringt auf ca. 635 m ü. NHN einem Teich nordwestlich des Helmbrechtser Ortsteils Wüstenselbitz, umfließt Helmbrechts erst in östlicher, dann in nördlicher Richtung. Auf ihrem weiteren Weg berührt oder durchzieht sie auf im Wesentlichen nördlichem Lauf die Städte Schauenstein, Selbitz und Naila. Danach durchfließt sie zwischen Hölle und Blechschmidtenhammer das bis zu 170 Meter tief ins Diabasgestein eingeschnittene Höllental.
In der Ortschaft Hölle (Ortsteil von Naila) liegt direkt am linken Selbitz-Ufer eine in 262 Meter Tiefe erbohrte Mineralquelle (Höllensprudel). Im Höllental wird die Selbitz angestaut; ein großer Teil ihres Wassers wird zum Betrieb eines Kraftwerkes über eine Rohrleitung abgezweigt. Beim Kraftwerk am Flussufer fließt das Wasser in den Fluss zurück. Zwischen der Einmündung der Thüringischen Muschwitz am Ausgang des Höllentals und ihrer eigenen Mündung in die Saale bei Blankenstein ist die Selbitz auf ca. zwei Kilometer Länge die Grenze zwischen Bayern und Thüringen, der Fußgängersteg zwischen dem bayerischen Weiler Untereichenstein und Blankenstein gilt als Endpunkt des thüringischen Rennsteigs.
Nach ihrem 36,8 Kilometer langen Weg mit mittleren Sohlgefälle von 6,0 ‰ mündet die Selbitz 221 Höhenmeter unterhalb ihres Ursprungs.

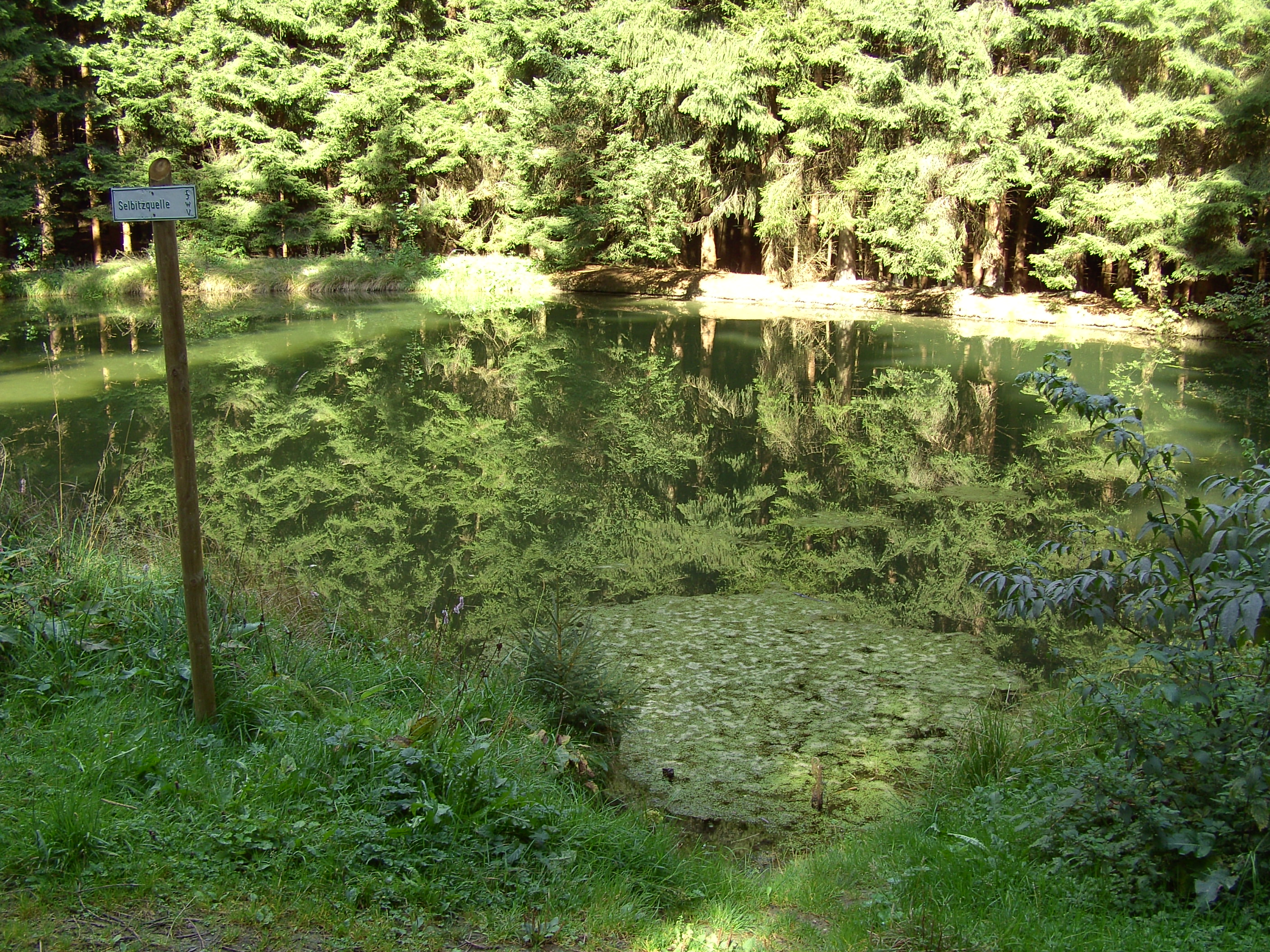
Quellteich der Selbitz
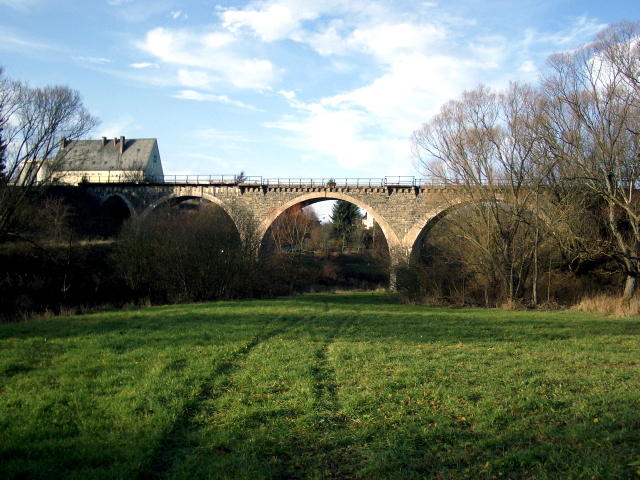
Eisenbahnbrücke über die Selbitz bei Naila
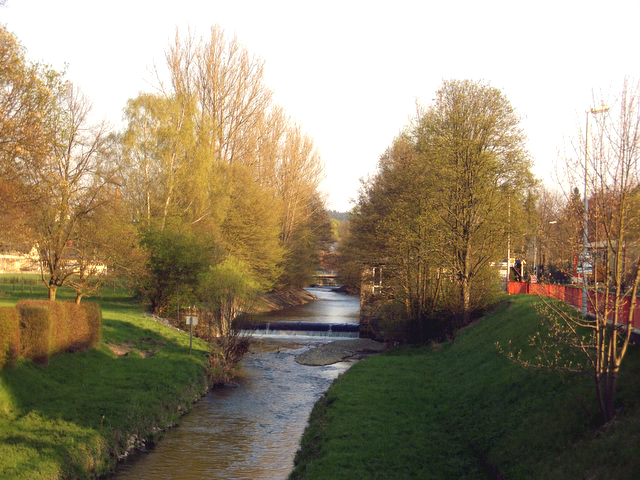
Wehr in der Selbitz am Bahnhof Naila
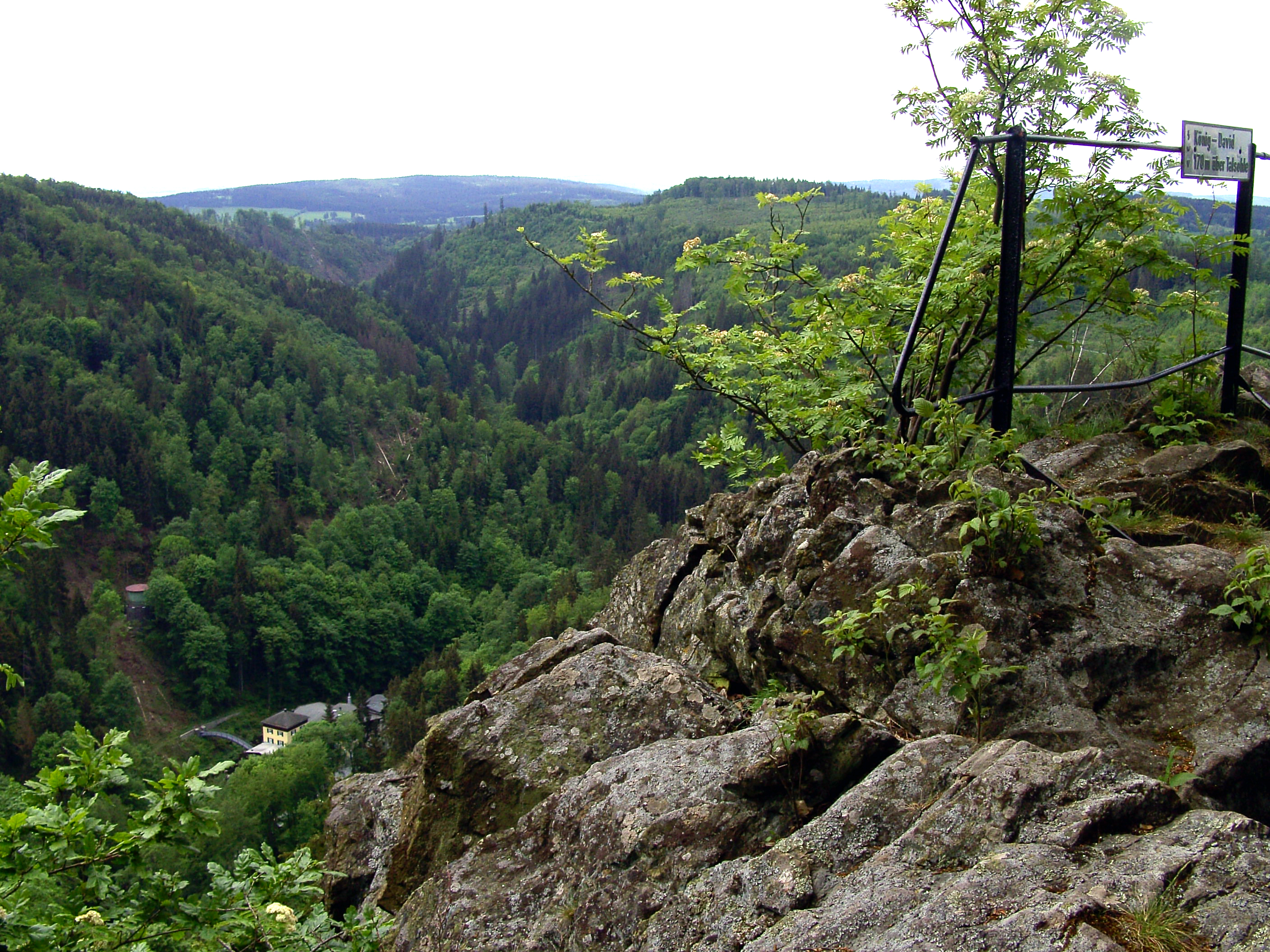
Blick ins Höllental vom Aussichtspunkt König David, am Horizont der Döbraberg

### Zuflüsse und Abzweige
Liste der Zuflüsse von der Quelle zur Mündung. Mit Gewässerlänge (ggf. mit anders benanntem Oberlauf), Einzugsgebiet und Höhe. Andere Quellen für die Angaben sind vermerkt.
- Enziusbach, von rechts auf 568 m ü. NHN bei Münchberg-Ruppes, 5,7 km und 10,0 km²
- Meierhofer Gemeindebach, von rechts auf 564 m ü. NHN nahe Münchberg-Meierhof
- Eierbach, von links auf 561 m ü. NHN vor Helmbrechts-Haide, 2,5 km und 6,5 km²
- Goldbächlein, von links über den Mühlkanal auf 548 m ü. NHN nach der Steinmühle von Helmbrechts
- Grönbach, von links auf 543 m ü. NHN an der Gemeindegrenze von Helmbrechts zur Stadt Schauenstein, 2,9 km und 3,3 km²
- Edlendorfer Bach, von rechts auf 540 m ü. NHN bei Helmbrechts-Edlendorf, 3,8 km und 5,0 km²
- Rauschenbach, von rechts auf 534 m ü. NHN vor Schauenstein-Volkmannsgrün
- Lehstenbach, von links auf 527 m ü. NHN gegenüber Schauenstein an dessen Lehstenmühle, 9,5 km und 18,7 km²
- Thronbach, von links auf 520 m ü. NHN bei Schauenstein-Kleinschmiedenhammer, 5,5 km und 7,0 km²
- Aubächlein, von rechts auf 516 m ü. NHN nach Schauenstein-Uschertsgrün
- Döbra oder Döbrabach, von links auf 515 m ü. NHN zwischen Uschertsgründ und Selbitz-Weidesgrün, 6,3 km und 6,8 km²
- Rothenbach, von rechts auf 506 m ü. NHN im Zentrum der Stadt Selbitz, 9,2 km und 26,9 km²
- → (Abgang des Berggrabens), nach rechts auf 507 m ü. NHN noch in Selbitz
- (Zufluss aus Richtung Selbitz-Kreuzbühl), von links auf 502 m ü. NHN in die Selbitz selbst nach Selbitz, 1,5 km und 1,1 km²
- Eschenbach, von rechts auf 506 m ü. NHN in den Berggraben kurz vor Naila-Linden
- Garlesbächlein, von links auf 501 m ü. NHN in die Selbitz selbst vor Naila, 2,0 km und 2,3 km²
- ← (Rücklauf des Berggrabens), von rechts auf 499 m ü. NHN an der Marmormühle von Naila, 2,8 km und 3,6 km²
- Culmitz, von links auf 496 m ü. NHN im Zentrum der Stadt Naila, 8,9 km und 21,6 km²
- Ludelbach, von links wohl auf ca. 496 m ü. NHN in Naila
- Siegelbach, von rechts auf 495 m ü. NHN bei Naila-Froschgrün
- Geißerbach, von rechts auf 492 m ü. NHN gegenüber Naila-Unterklingensporn
- Wolfersbach, von rechts auf 489 m ü. NHN vor Naila-Marxgrün
- Froschbach, von links auf 483 m ü. NHN in Marxgrün, 9,4 km und 18,8 km²
- Stebenbach, von links auf 477 m ü. NHN in Naila-Hölle, 7,1 km und 11,2 km²
- Issig oder Issigbach, von rechts auf 477 m ü. NHN in Naila-Brand fast gegenüber dem vorigen, 8,6 km und 15,8 km²
Hiernach tritt die Selbitz ins Höllental ein
- Lohbach, von links auf 426 m ü. NHN in einen Mühlkanal bei Lichtenberg-Selbitzmühle, ca. 5,1 km[BA 2] und ca. 5,3 km²[BA 3], jeweils bis zum Kanal
- Thüringische Muschwitz, von links auf 424 m ü. NHN bei Lichtenberg-Blechschmidtenhammer, 10,1 km und 22,4 km²;
ist Grenze zu Thüringen, wie danach die Selbitz selbst bis zur Mündung

## Überschwemmungen
An nahezu jeder Stelle kann der Pegel der Selbitz theoretisch steigen, da sie meist von Wiesen umsäumt ist und im Stadtgebiet Naila zwischen dem Bahnhof und der Brücke beim Fußballplatz in einem natürlichen, aber „nachgerichteten“ Tal fließt, was es dem Fluss ermöglicht, in Tauzeiten oder bei Stürmen bzw. starken Schauern auf mehr als die doppelte Breite anzuschwellen. Vom 2. bis 4. Dezember 2007 konnte dies wieder einmal beobachtet werden. In diesem Bereich des Flusslaufes wird er links und rechts von Grasstreifen gesäumt, die in den schneelosen Jahreszeiten mit Schafen beweidet werden.

### BayernAtlas („BA“)
Amtliche Online-Gewässerkarte mit passendem Ausschnitt und den hier benutzten Layern: Lauf und Einzugsgebiet der Selbitz in Bayern

Allgemeiner Einstieg ohne Voreinstellungen und Layer: BayernAtlas der Bayerischen Staatsregierung (Hinweise)
1. 1 2 3  Höhe abgefragt auf dem Hintergrundlayer Amtliche Karte (Rechtsklick).
2. ↑  Länge abgemessen auf dem Hintergrundlayer Amtliche Karte.
3. ↑  Korrektur um das exklusive Einzugsgebiet des Kanals, abgemessen auf dem Hintergrundlayer Amtliche Karte.

### Gewässerverzeichnis Bayern („GV“)
1. 1 2  Länge nach: Gesamttabelle des Gewässerverzeichnisses Bayern des Bayerischen Landesamtes für Umwelt (XLS, 10,3 MB)
2. 1 2  Einzugsgebiet nach: Gesamttabelle des Gewässerverzeichnisses Bayern des Bayerischen Landesamtes für Umwelt (XLS, 10,3 MB)

### Sonstige
1. ↑  Deutsches Gewässerkundliches Jahrbuch Elbegebiet, Teil I 2015. (PDF; 9,5 MB) In: lhw.sachsen-anhalt.de. Landesbetrieb für Hochwasserschutz und Wasserwirtschaft Sachsen-Anhalt, 2019, S. 161, abgerufen am 7. März 2021.
2. ↑  Albrecht Greule: Deutsches Gewässernamenbuch. Walter de Gruyter, Berlin / Boston 2014, ISBN 978-3-11-057891-1, S. 493, „Selbitz“ (Auszug in der Google-Buchsuche).
3. ↑  Elfriede Ulbricht: Das Flussgebiet der thüringischen Saale. 1. Auflage. Max Niemeyer, Halle (Saale) 1957.